# Robin Finck
Robin Finck (* 7. listopadu 1971, Park Ridge, New Jersey, USA) je americký kytarista. Byl členem mnoha kapel, v současnosti je kytaristou Nine Inch Nails. Je jedním z několika málo umělců, kteří působili ve dvou kapelách, které se umístily v žebříčku „100 Greatest Artists of Hard Rock“ televize VH1. Nine Inch Nails se v tomto žebříčku umístili na 43. a Guns N' Roses na 9. místě.
Vyrostl ve městě Marietta v Georgii, kde během svých středoškolských studií hrál v několika bezejmenných kapelách. V roce 1993 se stal členem kapely Nine Inch Nails a odehrál s ní dvě koncertní turné.
Po skončení turné přešel k souboru Cirque du soleil. V roce 1997 se připojil ke Guns N' Roses a společně se zbytkem kapely zahájil práci na nahrávání alba. Když po dvou letech vypršela jeho smlouva a album stále nebylo dokončeno, vrátil se zpět k Nine Inch Nails, se kterými odehrál koncertní turné. Krátce poté, co turné v roce 2000 skončilo, vrátil se opět ke Guns N' Roses. K Nine Inch Nails se opět připojil v roce 2008 a hrál na albu The Slip. Od dubna 2011 v Guns N' Roses nehraje, místo něj hrál DJ Ashba.